# Städtisches Bertolt-Brecht-Gymnasium München
Das Städtische Bertolt-Brecht-Gymnasium (BBG) in München-Pasing ist ein sozial- und naturwissenschaftliches Gymnasium für Mädchen. Es liegt in der Nähe des Pasinger Stadtparkes an der Maria-Eich-Straße und Peslmüllerstraße.

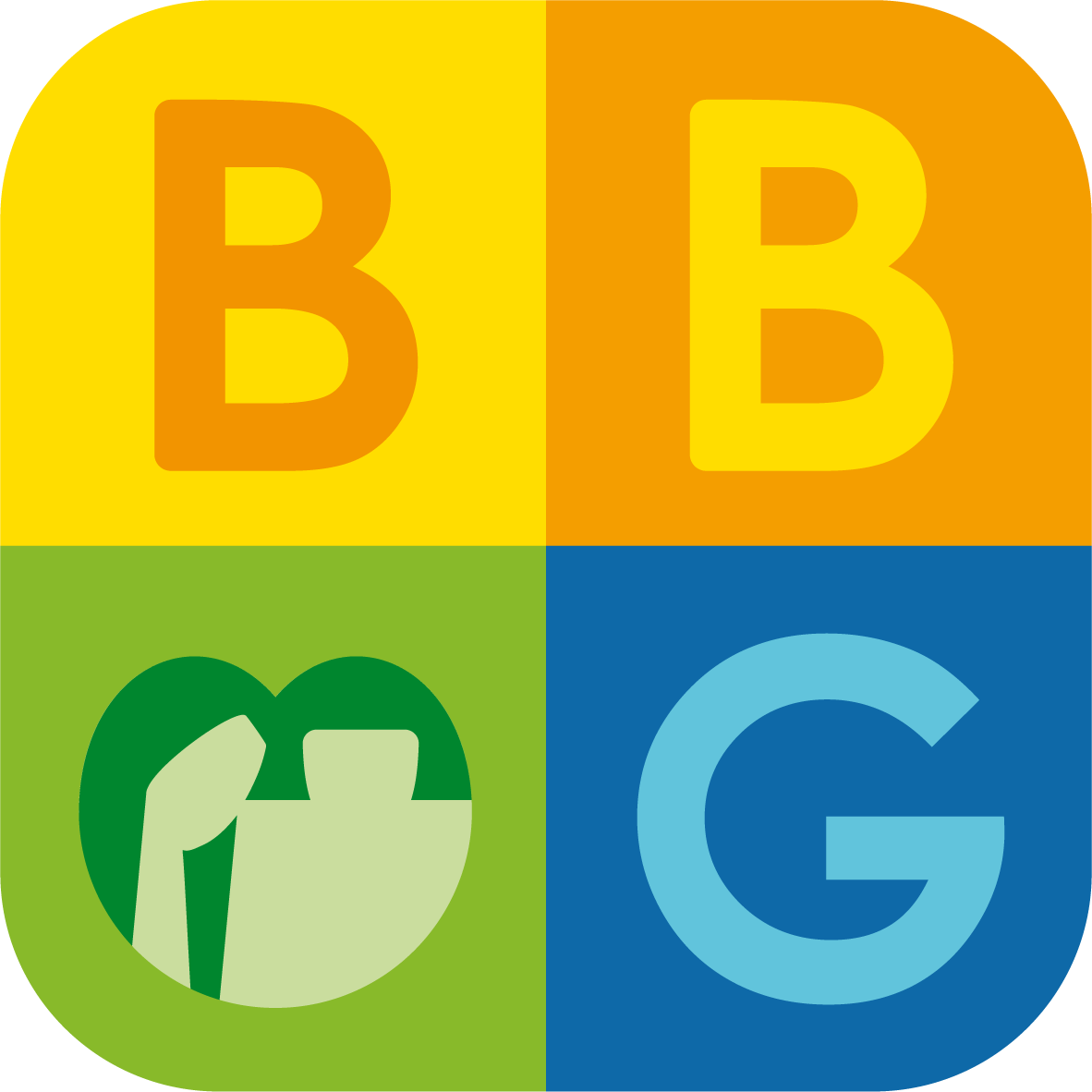
Logo

## Schulprofil und Geschichte
Das Städtische Bertolt-Brecht-Gymnasium (BBG) in München-Pasing ist ein sozial- und naturwissenschaftliches Gymnasium für Mädchen. Es liegt in der Nähe des Pasinger Stadtparks an der Maria-Eich-Straße und Peslmüllerstraße.
Die Schule wurde 1968 als wirtschafts- und sozialwissenschaftliches Mädchengymnasium gegründet. Mit der Gründung sollten begabte Mädchen aus bildungsfernen Schichten eine Chance bekommen, als emanzipierte, selbstständig denkende Frauen das Abitur abzulegen.
Im Schuljahr 2008/09 wurde zusätzlich ein naturwissenschaftliches Profil eingeführt. Das BBG ist damit das einzige öffentliche bayerische Gymnasium, das ein solches Profil ausschließlich für Mädchen anbietet.
Trotz mehrerer Bestrebungen, das Bertolt-Brecht-Gymnasium in eine gemischte Schule zu verwandeln, blieb es bis heute ein Mädchengymnasium.
Der Anfang war schwierig, das BBG bezog Pavillons am Städt. Elsa-Brändström-Gymnasium. Der Umzug in das 1972 neu errichtete Schulgebäude (baugleich mit dem Willi-Graf-Gymnasium) an der Peslmüllerstraße erfolgte 1972. Das Gymnasium ist Teil des Schulzentrums an der Peslmüllerstraße. Es steht unter Ensembleschutz, da hier erstmals im Münchner Stadtgebiet ein Gebäudekomplex entstand, der drei Schularten beherbergt (Grundschule, Mittelschule und Gymnasium).
Nach einem Brand im Schuljahr 2017/2018 wurde das Schulhaus saniert und modernisiert.
Der Münchner Stadtrat entschied sich bewusst für den Namensgeber Bertolt Brecht, weil dessen herausforderndes Denken, seine anstößige und unangepasste politische Haltung Anregungen gibt und den Anspruch an die Schulgemeinschaft stellen soll, sich immer wieder zu hinterfragen und neu zu denken.
Im Schulhof befindet sich eine Stele mit Reliefs zum Gedenken an Bertolt Brecht, die 1974 von Franz Mikorey geschaffen wurde.
Von Anfang an legten die Schulleiter des BBG viel Wert auf ein liberales Verhältnis zwischen Schülerinnen, Lehrkräften und Schulleitung. Dies förderte und fördert die freundliche Atmosphäre, die an der Schule herrscht.
Eine demokratisch abgestimmte Schulvereinbarung regelt den wertschätzenden Umgang miteinander. Die Unterstützung für Mädchen in ihrer Entwicklung zu selbstbewussten und kompetenten Frauen ist ein Schwerpunkt des Selbstverständnisses der Schule und wurde im Leitbild der Schule festgehalten.

## Sprachenfolge
Am Städt. Bertolt-Brecht-Gymnasium beginnen alle Schülerinnen in der 5. Klasse mit Englisch. In der 6. Jahrgangsstufe können sie sich dann zwischen Latein und Französisch entscheiden.

## Fahrten, Schüleraustausch
- 6. Klasse: Schullandheimaufenthalt in Rothenburg ob der Tauber
- 7. Klasse: Sommersportwoche am Achensee
- 8. Klasse: Schullandheimaufenthalt zum Thema „Umwelt in der Kommunalpolitik“
- 8. und/oder 9. Klasse: einwöchige Sprachreise nach Broadstairs (England); Schüleraustausch mit dem Lycée Janson de Sailly (Paris); Schüleraustausch mit einem Gymnasium in Poprad (Slowakei)
- 10. Klasse: Einwöchige Studienfahrt nach Berlin
- 11. Klasse: Dreitägiges Planspiel mit Schullandheimaufenthalt zum Thema „Europa-Politik“
- 13. Klasse: Studienfahrt ins europäische Ausland

Um den Übergang von der Grundschule in das Gymnasium zu erleichtern, bietet die Schule ein sogenanntes Mentorinnen-Programm an. Schülerinnen höherer Jahrgangsstufen (sog. Mentorinnen) kümmern sich um Schülerinnen der fünften Klassen.
In der Unterstufe haben die Schülerinnen die Möglichkeit, eine Projektklasse zu besuchen. Sie können dabei zwischen einer Theaterklasse und einer Naturforscherinnenklasse wählen.
In der 9. Jahrgangsstufe können die Schülerinnen in einem einwöchigen Betriebspraktikum Erfahrungen in der Berufswelt sammeln. Zudem gibt es in der Jahrgangsstufe 10 sowohl im sozialwissenschaftlichen als auch im naturwissenschaftlichen Bereich ein dreiwöchiges Praktikum.
Ab dem Schuljahr 2021/2022 werden zwei Schulhunde die pädagogische Arbeit unterstützen.
Das Fach Geschichte wird in der 10. Jahrgangsstufe bilingual (Deutsch/Englisch) unterrichtet.

## Ausstattung
Offene Lernformen nach neuesten pädagogischen Methoden werden im sogenannten „Lernflur“ unterrichtet. Eine eigene Schulbibliothek mit über 10.000 Titeln (darunter sind ca. 1.300 Kinder- und Jugendbücher, Klassiker sowie aktuelle Kinder- und Jugendliteratur, Sachbücher und Hörbücher) gehört zum festen Inventar. Das Schulzentrum verfügt über eine eigene Schwimmhalle sowie eigene Sportstätten im Innen- und Außenbereich.
Ab dem Schuljahr 2021/2022 wird es auch einen sogenannten „Kreativraum“ geben, in dem sich Schülerinnen freiwillig und ohne Vorgaben von außen künstlerisch betätigen können. Dieses Angebot ist bisher einmalig an Münchner Gymnasien.
Die Schule verfügt über eine Aula mit moderner Bühnentechnik.
Im „variablen Klassenzimmer“ ermöglichen bewegliche Dreieckstische und flexible Seitentafeln offene Unterrichtsformen. Die Nutzung von Computern in den drei Computerräumen ist ebenso möglich wie die von iPads im Klassenverband. Für die Pausen sind vielfältige Spielgeräte verfügbar, der Außenbereich lockt mit Sitzmöglichkeiten und begrünten Freiflächen. Mit mehreren Chören, einem Orchester, einer Big Band und Instrumentalunterricht verfügt das BBG über ein breites Musikangebot. Die Schülerzeitung „brechtig“ erscheint regelmäßig.

## Wettbewerbe und Auszeichnungen
Die Schule nimmt jährlich an zahlreichen Wettbewerben teil und erhält regelmäßig Auszeichnungen:
- beim Regionalwettbewerb „Jugend debattiert“[8]
- beim Vorlesewettbewerb des Deutschen Buchhandels;[9] die Schule betätigt sich auch als Ausrichter des Stadtentscheids, Schülerinnen qualifizierten sich für den Bezirksentscheid und Landesentscheid
- beim „Münchner Bürgerpreis für Demokratie – gegen Vergessen“[10]
- beim Fumetto-Wettbewerb, bei dem Comics prämiert werden[11]

## Verpflegung an der Schule
Die Mensa wird vom Sozialunternehmen Elf Freunde müsst ihr sein gGmbH betrieben, das Arbeitsplätze für Menschen mit Handicaps schafft. Das Essen wird im Haus gekocht, dabei wird auf eine ausgewogene und gesunde Ernährung geachtet.

## Partnerschaften
Das Städt. Bertolt-Brecht-Gymnasium ist
- seit einigen Jahren eine Pilotschule zum Konzept Münchner Medien Bildung (KoMMBi) (https://www.medienbildung-muenchen.de)
- eine Fair-Trade-Schule. (https://www.fairtrade-schools.de)
- ein Referenzgymnasium der Technischen Universität München. (https://www.edu.tum.de)
- Partnerschule der Schauburg, dem kommunalen Theater für junges Publikum am Elisabethplatz in Schwabing. (https.//www.schauburg.net)
- ein Prüfungszentrum für das DELF-Zertifikat der französischen Sprache. (https://www.institutfrancais.de)
- ein Prüfungszentrum für das Cambridge Certificate der englischen Sprache. (https://www.cambridgeinstitut.de/englisch-zertifikate/cambridge-zertifikate)
- Partnerschule der Verbraucherbildung Bayern. (https://www.verbraucherbildung.bayern.de)
- eine sogenannte „BerO-Schule“ (https://www.infas.de/bero) und erhält damit besondere Unterstützung der Schülerinnen bei der Berufs- und Studienorientierung.
- Teilnehmerin des bundesweiten Mentoring-Programms „Balu und du“, das Grundschulkinder im außerschulischen Bereich fördert. (https://www.balu-und-du.de)
- Teilnehmerin beim Projekt „Perspektivenwechsel“ des Vereins „Gemeinsam Mensch e. V.“. (https://www.projekt-perspektivenwechsel.de)

## Bekannte Lehrkräfte
- Jürgen Böddrich (* 1933), Oberstudiendirektor, von 1966 bis 1986 bayerischer SPD-Landtagsabgeordneter

## Ehemalige Schülerinnen
- Uschi Dämmrich von Luttitz (* vor 1953), Schauspielerin
- Cornelia von Fürstenberg (* 1981), Schauspielerin
- Lisa Frühbeis (* 1987), Comiczeichnerin
- Jacqueline Belle (* 1989), deutsche Synchronsprecherin und Hörfunkmoderatorin
- Jamila Schäfer (* 1993), Politikerin